# Trematodon lato-obtusus
Trematodon lato-obtusus là một loài rêu trong họ Bruchiaceae. Loài này được Müll. Hal. mô tả khoa học đầu tiên năm 1900.